# 孔布拉耶地区马尔西亚
孔布拉耶地区马尔西亚（法語：Marcillat-en-Combraille，法語發音：[maʁsija ɑ̃ kɔ̃bʁaj]），或纯音译作马尔西亚-昂孔布拉耶，是法国阿列省的一个市镇，位于该省西南部，属于蒙吕松区。

## 地理
孔布拉耶地区马尔西亚（46°10'2"N, 2°38'0"E）面积35.21 平方千米，位于法国奥弗涅-罗讷-阿尔卑斯大区阿列省，该省份为法国中部省份，北起涅夫勒省、西北接谢尔省，西南至克勒兹省，南至多姆山省，东南临卢瓦尔省，东临索恩-卢瓦尔省。
与孔布拉耶地区马尔西亚接壤的市镇（或旧市镇、城区）包括：阿尔弗耶-圣普列斯特、小马尔什、罗内、圣法若勒、圣马塞尔-昂马尔西亚、泰尔雅、皮永萨、维尔莱。

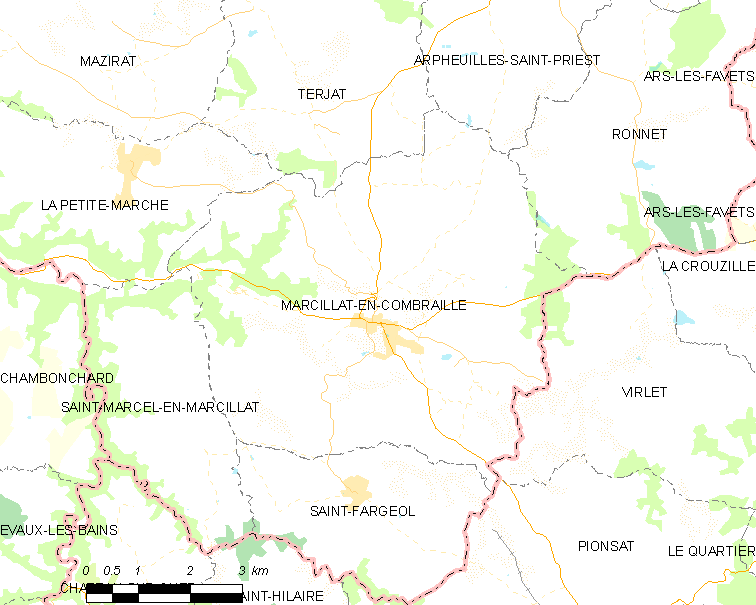
孔布拉耶地区马尔西亚的OSM定位图

孔布拉耶地区马尔西亚的时区为UTC+01:00、UTC+02:00（夏令时）。

## 行政
孔布拉耶地区马尔西亚的邮政编码为03420，INSEE市镇编码为03161。

## 政治
孔布拉耶地区马尔西亚所属的省级选区为蒙吕松第三县。

## 人口

1962-2008年间孔布拉耶地区马尔西亚人口变化图示

孔布拉耶地区马尔西亚于2022年1月1日时的人口数量为907人。

## 友好城市
德国 瓦德斯洛